# Jay Gould
Jay Gould (ur. 27 maja 1836 w Roxbury w stanie Nowy Jork, zm. 2 grudnia 1892 w Nowym Jorku) – amerykański przedsiębiorca, który swoją potęgę i bogactwo zbudował na transporcie kolejowym i spekulacjach finansowych. Był ważnym przedsiębiorcą kolejowym, skutecznie konkurującym z Corneliusem Vanderbiltem, jednym z najbardziej bezwzględnych „baronów-wyzyskiwaczy" XIX-wiecznego amerykańskiego kapitalizmu.
Syn Johna Burra i Mary (z d. More) Gouldów dorastał na wsi. Pracował u kowala, później w wiejskim sklepie. Wcześnie się ożenił, miał sześcioro dzieci. Zdobywszy wykształcenie, podjął pracę jako geodeta, prowadził garbarnię.
Gould zaczął spekulować na małych kolejach w 1859 r. i wkrótce zgromadził fortunę. W 1874 r. był dyrektorem Union Pacific Railroad; w 1878 r. kupił kontrolę nad Kansas Pacific Railroad; w 1879 r. kupił kontrolę nad liniami Denver Pacific, Central Pacific i Missouri Pacific.
W 1859 r. zaczął spekulować papierami wartościowymi małych kolei, zdobywając w krótkim czasie fortunę. W 1863 r. kierował Rensselaer and Saratoga Railway. Kupił i zreorganizował Rutland and Washington Railway, a w 1867 r. został dyrektorem Erie Railroad. Stosując nielegalne manipulacje finansowe, jak korumpowanie władz stanu Nowy Jork w celu zalegalizowania emitowanych przez siebie fałszywych akcji, pozbawił posiadającego większościowy pakiet akcji Corneliusa Vanderbilta kontroli nad tą koleją. Gould ze wspólnikami czerpał przy tym ogromne zyski z emisji fałszywych akcji Erie. Wraz z Jamesem Fiskiem (wcześniejszym pracownikiem cyrku, kelnerem, sprzedawcą, który wzbogacił się na kontraktach dla armii w okresie wojny secesyjnej), Williamem („Bossem”) Tweedem i Peterem Sweeneyem podjęli próbę zmonopolizowania obrotu złotem, co wywołało panikę  „Czarnego Piątku” (24 września 1869 r.), która zrujnowała wielu inwestorów i doprowadziła do publicznego oburzenia przeciwko Gouldowi, który ostatecznie został zmuszony do oddania kontroli nad Erie Railroad w 1872 r., po śmierci Fiska.
Dysponując majątkiem 25 mln dolarów Gould skierował swoją uwagę na koleje operujące na Zachodzie kraju. Skupując duże pakiety akcji Union Pacific Railroad przejął kontrolę nad tą koleją w 1874 r., w 1878 r. przejął kontrolę nad Kansas Pacific Railroad; w 1879 r. kupił kontrolny pakiet akcji Denver Pacific, Central Pacific i Missouri Pacific. Kupując kolejne linie, doprowadził do tego, że u szczytu rozkwitu jego imperium w 1881 r. jako największe w kraju liczyło około 15 800 mil (25 500 km) torów, obejmując 15% całkowitej długości torów kolejowych w Stanach Zjednoczonych. Gould wycofał się z Union Pacific w 1882 r., sprzedając akcje z dużym zyskiem. Odzyskane środki zainwestował w budowę nowego systemu kolejowego Missouri Pacific Railroad, który do 1890 r. osiągnął długość połowy wszystkich torów na Południowym Zachodzie.
W 1881 roku Gould przejął kontrolę nad Western Union Telegraph Company po tym, jak osłabił tę firmę zaciekłą konkurencją ze strony własnych mniejszych firm telegraficznych. Gould był również właścicielem gazety New York World od 1879 do 1883 roku, a do 1886 roku przejął Manhattan Elevated Railroad, która miała monopol na nowojorskie koleje nadziemne. Gould zmarł, mając opinię człowieka bezwzględnego, pozbawionego skrupułów i przyjaciół. Pozostawił majątek szacowany na 77 milionów dolarów.
Jego najstarszy syn, George Jay Gould (1864–1923), również był posiadaczem linii kolejowych, piastując stanowisko prezesa m.in. Missouri Pacific, Texas and Pacific.